# Санта-Парпетуа-да-Мугоза
Са́нта-Парпе́туа-да-Муго́за (кат. Santa Perpètua de Mogoda) - муніципалітет, розташований в Автономній області Каталонія, в Іспанії. Код муніципалітету за номенклатурою Інституту статистики Каталонії - 82606. Знаходиться у районі (кумарці) Бальєс-Уксідантал (коди району - 40 та VC) провінції Барселона, згідно з новою адміністративною реформою перебуватиме у складі Баґарії (округи) Барселона. За кількістю населення у 2007 р. місто займало 52 місце серед муніципалітетів Каталонії.

## Населення
Населення міста (у 2007 р.) становить 23.443 особи (з них менше 14 років - 16,9%, від 15 до 64 - 72,4%, понад 65 років - 10,7%). У 2006 р. народжуваність склала 360 осіб, смертність - 124 особи, зареєстровано 125 шлюбів. У 2001 р. активне населення становило 10.824 особи, з них безробітних - 1.201 особа.

Серед осіб, які проживали на території міста у 2001 р., 13.523 народилися в Каталонії (з них 5.225 осіб у тому самому районі, або кумарці), 6.182 особи приїхали з інших областей Іспанії, а 774 особи приїхали з-за кордону. 

Університетську освіту має 7,2% усього населення. 

У 2001 р. нараховувалося 6.928 домогосподарств (з них 12,2% складалися з однієї особи, 27,7% з двох осіб,25,9% з 3 осіб, 25% з 4 осіб, 6,7% з 5 осіб, 1,8% з 6 осіб, 0,3% з 7 осіб, 0,2% з 8 осіб і 0,1% з 9 і більше осіб).

Активне населення міста у 2001 р. працювало у таких сферах діяльності : у сільському господарстві - 0,5%, у промисловості - 37,8%, на будівництві - 8,9% і у сфері обслуговування - 52,7%. 

 У муніципалітеті або у власному районі (кумарці) працює 15.369 осіб, поза районом - 6.195 осіб.

### Доходи населення
У 2002 р. доходи населення розподілялися таким чином :
| \| Доходи населення за статтями доходів \| Доходи населення за статтями доходів \| Доходи населення за статтями доходів \| \| Рік \| 2002 р. \| 2001 р. \| \| ------------------------------------ \| ------------------------------------ \| ------------------------------------ \| \| Заробітна платня \| 64,7% \| 65,6% \| \| Доходи від ведення бізнесу \| 22,1% \| 21,8% \| \| Соціальна допомога \| 13,1% \| 12,7% \| |         |         |
| Доходи населення за статтями доходів |         |         |
| Рік | 2002 р. | 2001 р. |
| Заробітна платня | 64,7%   | 65,6%   |
| Доходи від ведення бізнесу | 22,1%   | 21,8%   |
| Соціальна допомога | 13,1%   | 12,7%   |

### Безробіття
У 2007 р. нараховувалося 990 безробітних (у 2006 р. - 1.052 безробітних), з них чоловіки становили 36,5%, а жінки - 63,5%.

## Економіка
У 1996 р. валовий внутрішній продукт розподілявся по сферах діяльності таким чином :
| \| Валовий внутрішній продукт \| Валовий внутрішній продукт \| Валовий внутрішній продукт \| \| Рік \| 1996 р. \| 1991 р. \| \| -------------------------- \| -------------------------- \| -------------------------- \| \| Сільське господарство \| 0,4% \| 0,5% \| \| Промисловість \| 65,9% \| 68,9% \| \| Будівництво \| 4,1% \| 3,8% \| \| Послуги \| 29,6% \| 26,7% \| |         |         |
| Валовий внутрішній продукт |         |         |
| Рік | 1996 р. | 1991 р. |
| Сільське господарство | 0,4%    | 0,5%    |
| Промисловість | 65,9%   | 68,9%   |
| Будівництво | 4,1%    | 3,8%    |
| Послуги | 29,6%   | 26,7%   |

### Підприємства міста

#### Промислові підприємства
| \| Промислові підприємства міста, за сферою діяльності \| Промислові підприємства міста, за сферою діяльності \| Промислові підприємства міста, за сферою діяльності \| \| Рік \| 2002 р. \| 2001 р. \| \| --------------------------------------------------- \| --------------------------------------------------- \| --------------------------------------------------- \| \| Енергетичні та водні ресурси \| 0,4% \| 0,4% \| \| Хімія та метали \| 10,5% \| 10% \| \| Переробка металів \| 50,9% \| 50,2% \| \| Продукти харчування \| 5,9% \| 5,8% \| \| Текстиль \| 9,1% \| 9,8% \| \| Виробництво меблів, видання \| 14,5% \| 14,2% \| \| Інше \| 8,6% \| 9,6% \| \| Усього підприємств \| 475 \| 450 \| |         |         |
| Промислові підприємства міста, за сферою діяльності |         |         |
| Рік | 2002 р. | 2001 р. |
| Енергетичні та водні ресурси | 0,4%    | 0,4%    |
| Хімія та метали | 10,5%   | 10%     |
| Переробка металів | 50,9%   | 50,2%   |
| Продукти харчування | 5,9%    | 5,8%    |
| Текстиль | 9,1%    | 9,8%    |
| Виробництво меблів, видання | 14,5%   | 14,2%   |
| Інше | 8,6%    | 9,6%    |
| Усього підприємств | 475     | 450     |

#### Роздрібна торгівля
| \| Підприємства роздрібної торгівлі міста, за сферою діяльності \| Підприємства роздрібної торгівлі міста, за сферою діяльності \| Підприємства роздрібної торгівлі міста, за сферою діяльності \| \| Рік \| 2002 р. \| 2001 р. \| \| ------------------------------------------------------------ \| ------------------------------------------------------------ \| ------------------------------------------------------------ \| \| Продукти харчування \| 27,5% \| 26,1% \| \| Одяг та взуття \| 19,1% \| 20,4% \| \| Товари для дому \| 10,2% \| 11,7% \| \| Книги та періодичні видання \| 4% \| 3,3% \| \| Промислова хімічна продукція \| 8,6% \| 8,7% \| \| Продукція, пов'язана з транспортними засобами \| 6,8% \| 7% \| \| Інше \| 23,8% \| 22,7% \| \| Усього підприємств \| 324 \| 299 \| |         |         |
| Підприємства роздрібної торгівлі міста, за сферою діяльності |         |         |
| Рік | 2002 р. | 2001 р. |
| Продукти харчування | 27,5%   | 26,1%   |
| Одяг та взуття | 19,1%   | 20,4%   |
| Товари для дому | 10,2%   | 11,7%   |
| Книги та періодичні видання | 4%      | 3,3%    |
| Промислова хімічна продукція | 8,6%    | 8,7%    |
| Продукція, пов'язана з транспортними засобами | 6,8%    | 7%      |
| Інше | 23,8%   | 22,7%   |
| Усього підприємств | 324     | 299     |

#### Сфера послуг
| \| Підприємства міста, що працюють у сфері послуг, за діяльністю \| Підприємства міста, що працюють у сфері послуг, за діяльністю \| Підприємства міста, що працюють у сфері послуг, за діяльністю \| \| Рік \| 2002 р. \| 2001 р. \| \| ------------------------------------------------------------- \| ------------------------------------------------------------- \| ------------------------------------------------------------- \| \| Гуртова торгівля \| 17,1% \| 17,7% \| \| Готелі та готельний бізнес \| 11,5% \| 12% \| \| Транспорт та зв'язок \| 39% \| 38,8% \| \| Посередницькі фінансові послуги \| 2,5% \| 2,5% \| \| Послуги підприємствам \| 5,5% \| 5,2% \| \| Послуги фізичним особам \| 17,1% \| 16,3% \| \| Нерухомість та ін. \| 7,3% \| 7,5% \| \| Усього підприємств \| 1.007 \| 967 \| |         |         |
| Підприємства міста, що працюють у сфері послуг, за діяльністю |         |         |
| Рік | 2002 р. | 2001 р. |
| Гуртова торгівля | 17,1%   | 17,7%   |
| Готелі та готельний бізнес | 11,5%   | 12%     |
| Транспорт та зв'язок | 39%     | 38,8%   |
| Посередницькі фінансові послуги | 2,5%    | 2,5%    |
| Послуги підприємствам | 5,5%    | 5,2%    |
| Послуги фізичним особам | 17,1%   | 16,3%   |
| Нерухомість та ін. | 7,3%    | 7,5%    |
| Усього підприємств | 1.007   | 967     |

## Житловий фонд
У 2001 р. 4,8% усіх родин (домогосподарств) мали житло метражем до 59 м2, 54,2% - від 60 до 89 м2, 28,5% - від 90 до 119 м2 і
12,5% - понад 120 м2.

З усіх будівель у 2001 р. 25,7% було одноповерховими, 36,8% - двоповерховими, 27,7
% - триповерховими, 2,5% - чотириповерховими, 2,7% - п'ятиповерховими, 4,5% - шестиповерховими,
0,2% - семиповерховими, 0,1% - з вісьмома та більше поверхами.

## Автопарк
| \| Автомобілі, зареєстровані у місті, за призначенням \| Автомобілі, зареєстровані у місті, за призначенням \| Автомобілі, зареєстровані у місті, за призначенням \| \| Рік \| 2006 р. \| 2005 р. \| \| -------------------------------------------------- \| -------------------------------------------------- \| -------------------------------------------------- \| \| Приватні автомобілі \| 69% \| 70,2% \| \| Мотоцикли \| 7,9% \| 7,2% \| \| Вантажівки \| 17,1% \| 16,9% \| \| Трактори \| 1,2% \| 1,2% \| \| Автобуси та ін. \| 4,9% \| 4,5% \| \| Усього автомобілів \| 18.421 шт. \| 18.061 шт. \| |            |            |
| Автомобілі, зареєстровані у місті, за призначенням |            |            |
| Рік | 2006 р.    | 2005 р.    |
| Приватні автомобілі | 69%        | 70,2%      |
| Мотоцикли | 7,9%       | 7,2%       |
| Вантажівки | 17,1%      | 16,9%      |
| Трактори | 1,2%       | 1,2%       |
| Автобуси та ін. | 4,9%       | 4,5%       |
| Усього автомобілів | 18.421 шт. | 18.061 шт. |

## Вживання каталанської мови
У 2001 р. каталанську мову у місті розуміли 94,3% усього населення (у 1996 р. - 92,7%), вміли говорити нею 68,9% (у 1996 р. - 
65,7%), вміли читати 71% (у 1996 р. - 63,4%), вміли писати 44,3
% (у 1996 р. - 37,1%). Не розуміли каталанської мови 5,7%.

## Політичні уподобання
У виборах до Парламенту Каталонії у 2006 р. взяло участь 8.307 осіб (у 2003 р. - 9.049 осіб). Голоси за політичні сили розподілилися таким чином:
| \| Вибори до Парламенту Каталонії \| Вибори до Парламенту Каталонії \| Вибори до Парламенту Каталонії \| \| Рік \| 2006 р. \| 2003 р. \| \| -------------------------------------- \| ------------------------------ \| ------------------------------ \| \| Конвергенція та Єднання (CiU) \| 25,7% \| 24,4% \| \| Соціалістична партія Каталонії (PSC) \| 33,4% \| 38,7% \| \| Народна партія (PP) \| 11,8% \| 12,2% \| \| Ініціатива за зелену Каталонію (IC) \| 11,8% \| 10,9% \| \| Республіканська лівиця Каталонії (ERC) \| 11,7% \| 12,3% \| \| Громадянська партія (C's) \| 3,4% \| 0% \| \| Інші \| 2,2% \| 1,5% \| |         |         |
| Вибори до Парламенту Каталонії |         |         |
| Рік | 2006 р. | 2003 р. |
| Конвергенція та Єднання (CiU) | 25,7%   | 24,4%   |
| Соціалістична партія Каталонії (PSC) | 33,4%   | 38,7%   |
| Народна партія (PP) | 11,8%   | 12,2%   |
| Ініціатива за зелену Каталонію (IC) | 11,8%   | 10,9%   |
| Республіканська лівиця Каталонії (ERC) | 11,7%   | 12,3%   |
| Громадянська партія (C's) | 3,4%    | 0%      |
| Інші | 2,2%    | 1,5%    |

У муніципальних виборах у 2007 р. взяло участь 8.567 осіб (у 2003 р. - 9.102 особи). Голоси за політичні сили розподілилися таким чином:
| \| Муніципальні вибори \| Муніципальні вибори \| Муніципальні вибори \| \| Рік \| 2007 р. \| 2003 р. \| \| -------------------------------------- \| ------------------- \| ------------------- \| \| Конвергенція та Єднання (CiU) \| 11,1% \| 10,3% \| \| Соціалістична партія Каталонії (PSC) \| 26,1% \| 21,3% \| \| Народна партія (PP) \| 7,7% \| 8,3% \| \| Ініціатива за зелену Каталонію (IC) \| 30,6% \| 38,5% \| \| Республіканська лівиця Каталонії (ERC) \| 14,1% \| 11,4% \| \| Громадянська партія (C's) \| 0% \| 0% \| \| Інші \| 10,3% \| 10,2% \| |         |         |
| Муніципальні вибори |         |         |
| Рік | 2007 р. | 2003 р. |
| Конвергенція та Єднання (CiU) | 11,1%   | 10,3%   |
| Соціалістична партія Каталонії (PSC) | 26,1%   | 21,3%   |
| Народна партія (PP) | 7,7%    | 8,3%    |
| Ініціатива за зелену Каталонію (IC) | 30,6%   | 38,5%   |
| Республіканська лівиця Каталонії (ERC) | 14,1%   | 11,4%   |
| Громадянська партія (C's) | 0%      | 0%      |
| Інші | 10,3%   | 10,2%   |